# Pelham Bay Park
Pelham Bay Park er en offentlig park i det nordøstre hjørne af New York City i bydelen Bronx og rækkende ind i Westchester County
Med 1.122 hektar er det den største offentlige park i New York City. Den del der ligger inden for New York Citys grænser er omkring tre gange større end Central Park på Manhattan. 
Parken administreres af New York City Department of Parks and Recreation.